# Alluvione di Genova del 9 e 10 ottobre 2014
L'alluvione di Genova del 9 e 10 ottobre 2014 si è verificata a seguito di forti precipitazioni, che causarono circa 395 mm in 24 ore. Nella città di Genova sono esondati i torrenti Bisagno, Sturla, Fereggiano, Noce e Torbella; nella città metropolitana di Genova lo Scrivia, lo Stura, l'Entella e il rio Carpi.
L'evento atmosferico ha interessato molte delle zone più popolose di Genova, tra cui i quartieri della media e bassa val Bisagno di Molassana, Staglieno, Marassi, Quezzi, San Fruttuoso, e moltissime zone del centro cittadino tra cui la stazione di Genova Brignole, la zona di Borgo Incrociati, il quartiere della Foce e molti punti del centro storico. Furono fortemente colpiti anche quartieri nel levante cittadino, tra cui Nervi, Apparizione e Sturla, e nel ponente, come Bolzaneto, Rivarolo, Sampierdarena, Cornigliano, Sestri Ponente, Multedo, Pegli e Voltri.
In totale nella provincia di Genova sono stati 43 i comuni colpiti, tra cui Montoggio, Rossiglione, Masone, Campo Ligure, Bogliasco.

## Cronologia degli eventi

### 9 ottobre

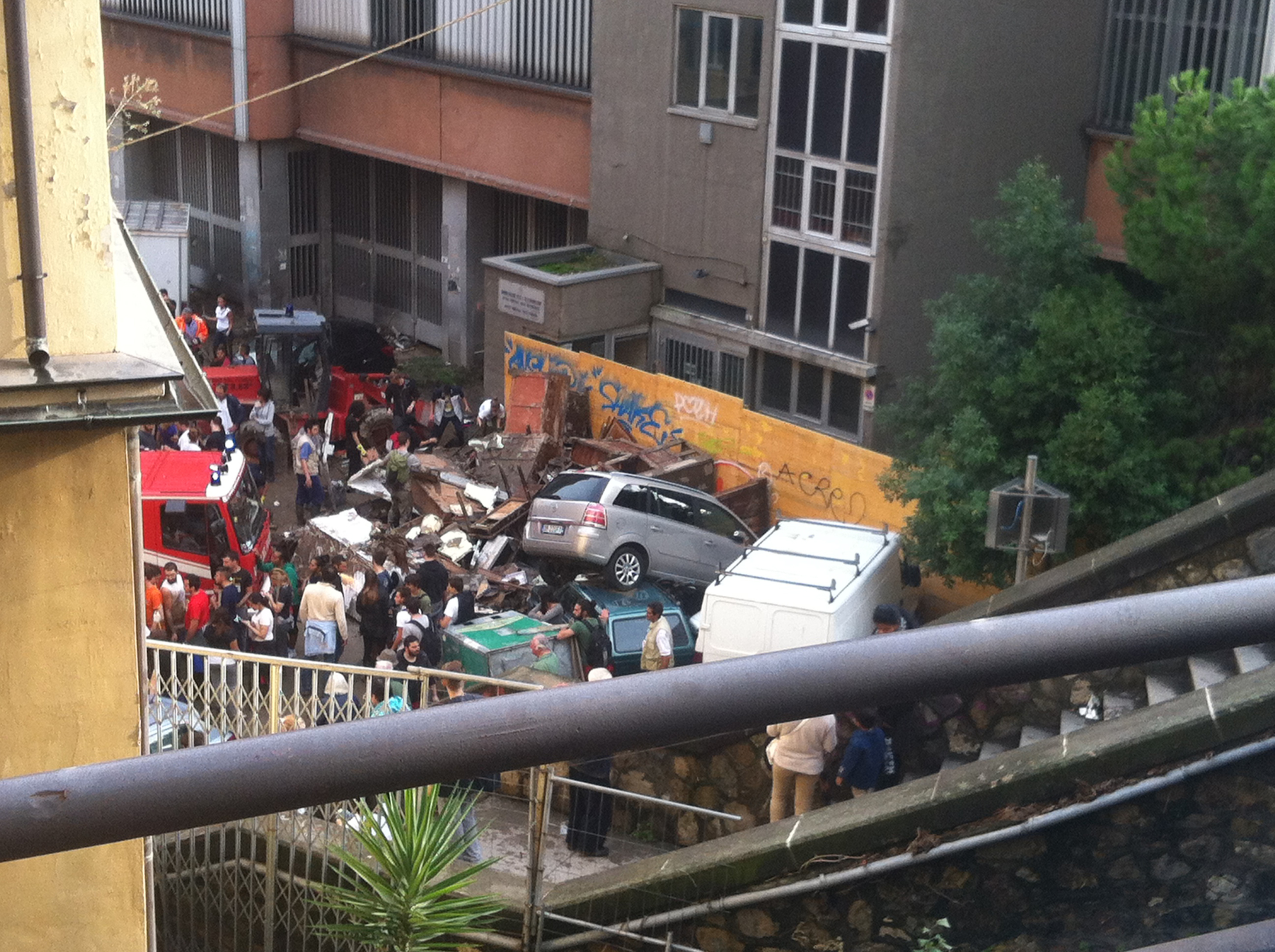
La zona retrostante alla stazione di Genova Brignole, in Borgo incrociati, nell'area in cui si è avuta la vittima

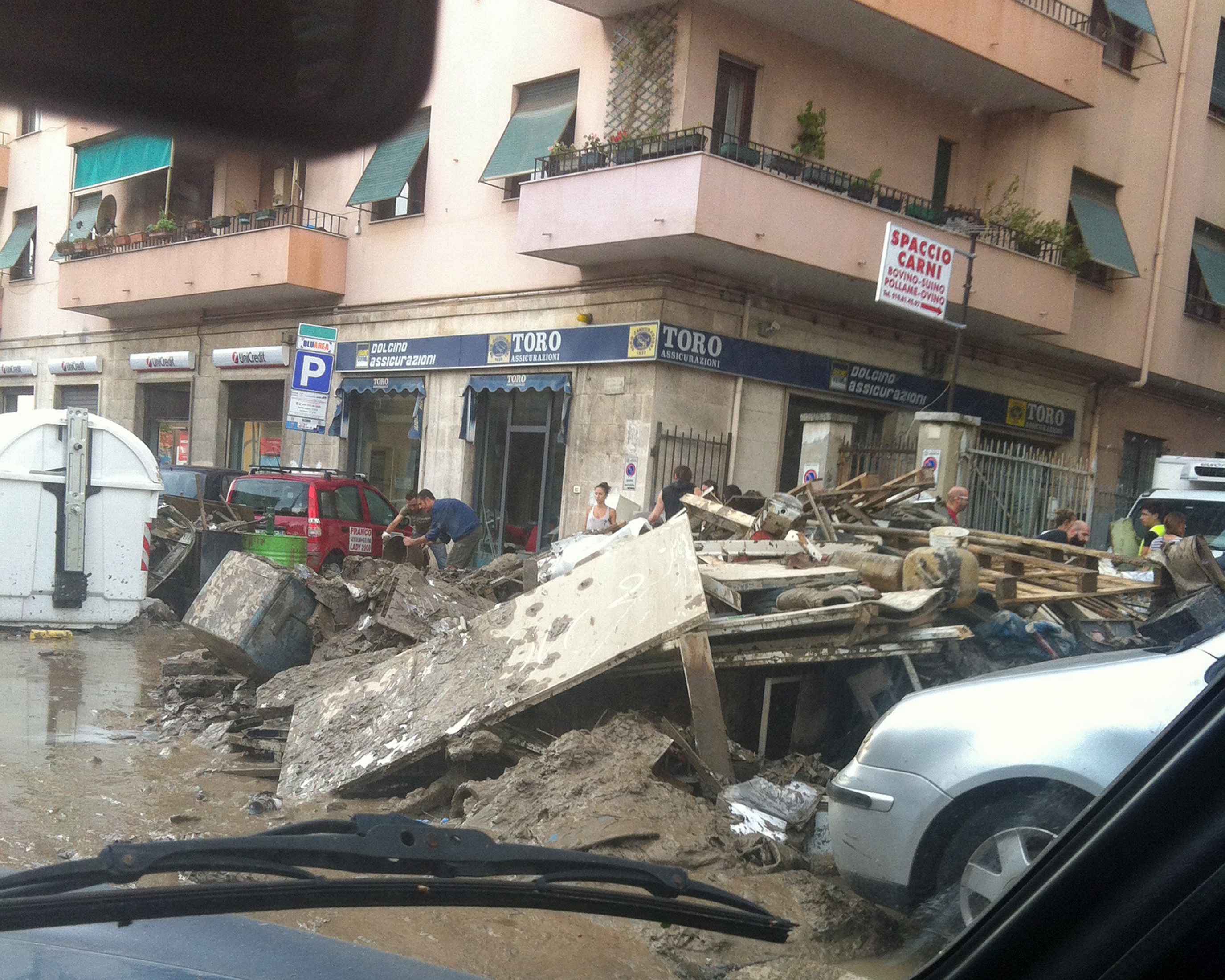
Parte dei danni in via Canevari, sulla sponda destra del Bisagno

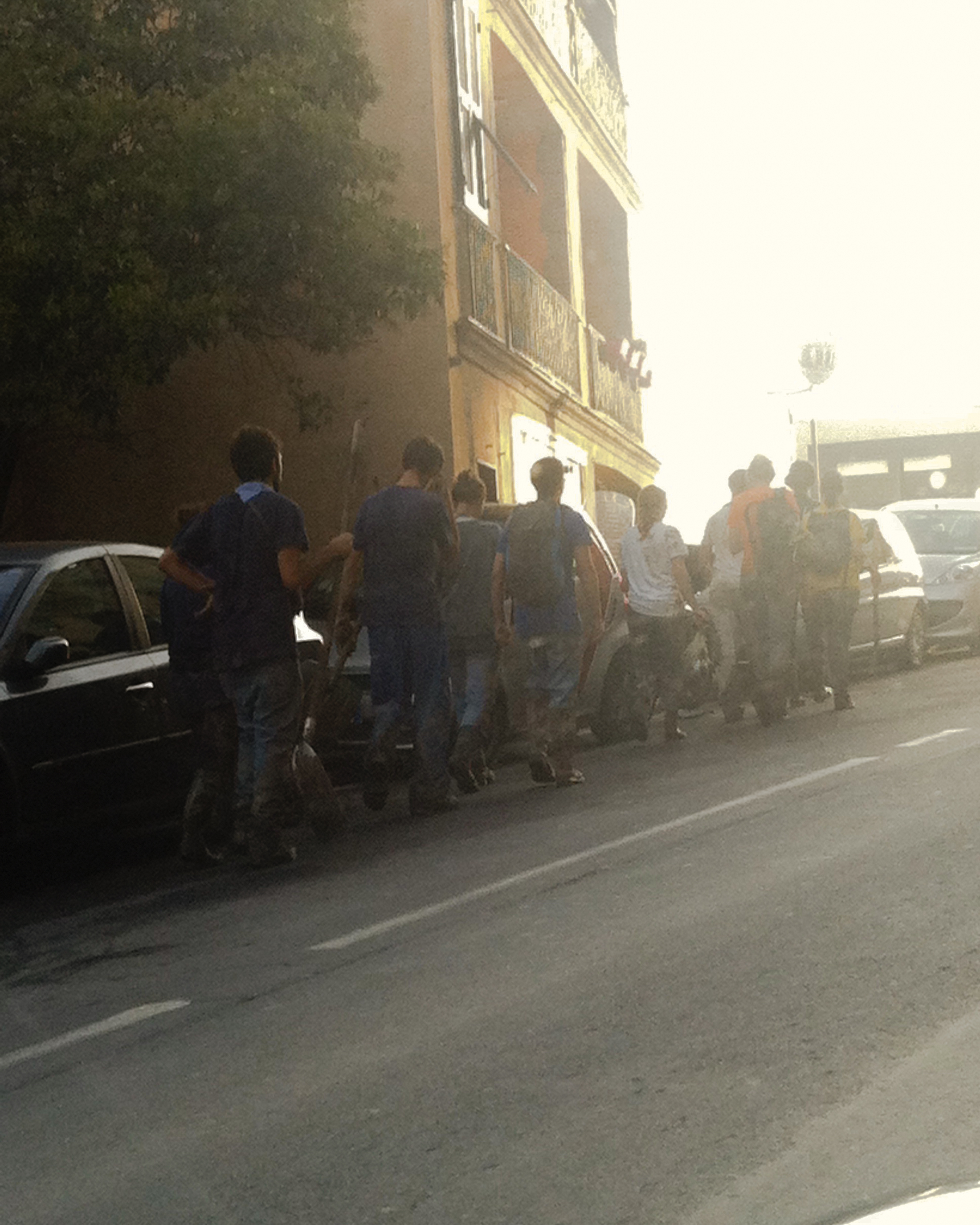
Angeli del fango si allontanano dalla zona più colpita, alle spalle della stazione di Genova Brignole, la sera dell'11 ottobre

Nel pomeriggio del 9 ottobre a Chiavari il torrente Entella esonda alla foce, in un'area di sicurezza senza danni. Alle ore 21 a Montoggio, comune in provincia di Genova, esondano il rio Carpi e lo Scrivia, i danni sono ingenti. A causa degli allagamenti manca la corrente elettrica, l'acqua raggiunge il primo piano delle case, trascina alcune auto con persone bloccate all'interno dalla pressione dell'acqua sulle portiere e tre persone vengono tratte in salvo.
Nel comune di Genova, nella mattinata, si verificano precipitazioni intense. Nel pomeriggio le precipitazioni si fermano, per poi riprendere a tarda sera e con maggiore intensità nella notte. Alle ore 23.30 circa esonda il torrente Bisagno. L'acqua invade le strade e trascina auto parcheggiate. Sino alle tre di notte, a causa degli allagamenti, parte della città rimane senza corrente. In alcune zone l'interruzione si prolunga per uno-due giorni. Anche il rio Fereggiano, già responsabile dell'alluvione del 2011, esonda e allaga la zona di via Fereggiano e di corso Sardegna. Le acque del torrente Bisagno raggiungono i quasi due metri di altezza fuori-argine, e trascinano molte auto incastrandole nei pressi dei tunnel pedonali e stradali accanto alla stazione Brignole.

### 10 ottobre
Poco dopo la mezzanotte il torrente Sturla esonda allagando numerose strade e trascinando auto in sosta. Verso le 00.30 la zona di Brignole è interamente allagata, come nell'alluvione 2011 e nelle varie precedenti, l'acqua invade anche la seconda parte verso valle di via XX Settembre. 
Poco dopo, alle ore 00.45, i vigili del fuoco recuperano il corpo di un uomo, morto annegato, nel tunnel allagato tra via Canevari e la stazione Brignole, che verrà identificato due ore dopo. Alle ore 01.00 circa i vigili del fuoco traggono in salvo una persona, intrappolata in auto, pochi metri fuori dal tunnel tra via Canevari e la stazione Brignole, incastrata tra le altre trascinate dal Bisagno. L'autostrada A12 viene chiusa tra il bivio per l'A7 e Genova Nervi per l'allagamento di Corso Europa in direzione Genova alle ore 02:00.

### 11 ottobre
Nelle prime ore dell'11 ottobre un nubifragio colpisce il ponente di Genova, in particolar modo Cornigliano, Coronata, Sestri Ponente, Multedo, Pegli e Voltri, con allagamenti.
A Cornigliano il Polcevera, a Pegli il Varenna e a Voltri il Leira superano i livelli di guardia. Anche l'entroterra di Genova viene colpito da piogge intense tra Campo Ligure, dove esonda il torrente Ponzema affluente dello Stura, Masone e Rossiglione.
Verso le ore 03.00 circa un ulteriore nubifragio, con forti raffiche di vento e piogge intense e violente, si abbatte sul centro di Genova, in particolare nei quartieri del medio levante e nella val Bisagno. Si temono nuove esondazioni del Bisagno e del Fereggiano, che tuttavia permangono nei limiti. Alle ore 03.30 a Rivarolo esonda il Torbella. Alle ore 04.00 circa a San Fruttuoso, esonda nuovamente il rio Noce.
Il temporale, con il passare delle ore, colpisce sempre più il levante, prima limitandosi alla sola città di Genova, nei quartieri Foce, Sturla, Nervi, poi estendendosi fino al Golfo Paradiso, al Golfo del Tigullio e al loro entroterra.
Alle ore 12.00 la Protezione Civile dichiara lo stato di "Allerta 2" (livello massimo) sino alle ore 24 di lunedì 13 ottobre 2014 per tutte le province liguri esclusa quella di Imperia.

## Conseguenze

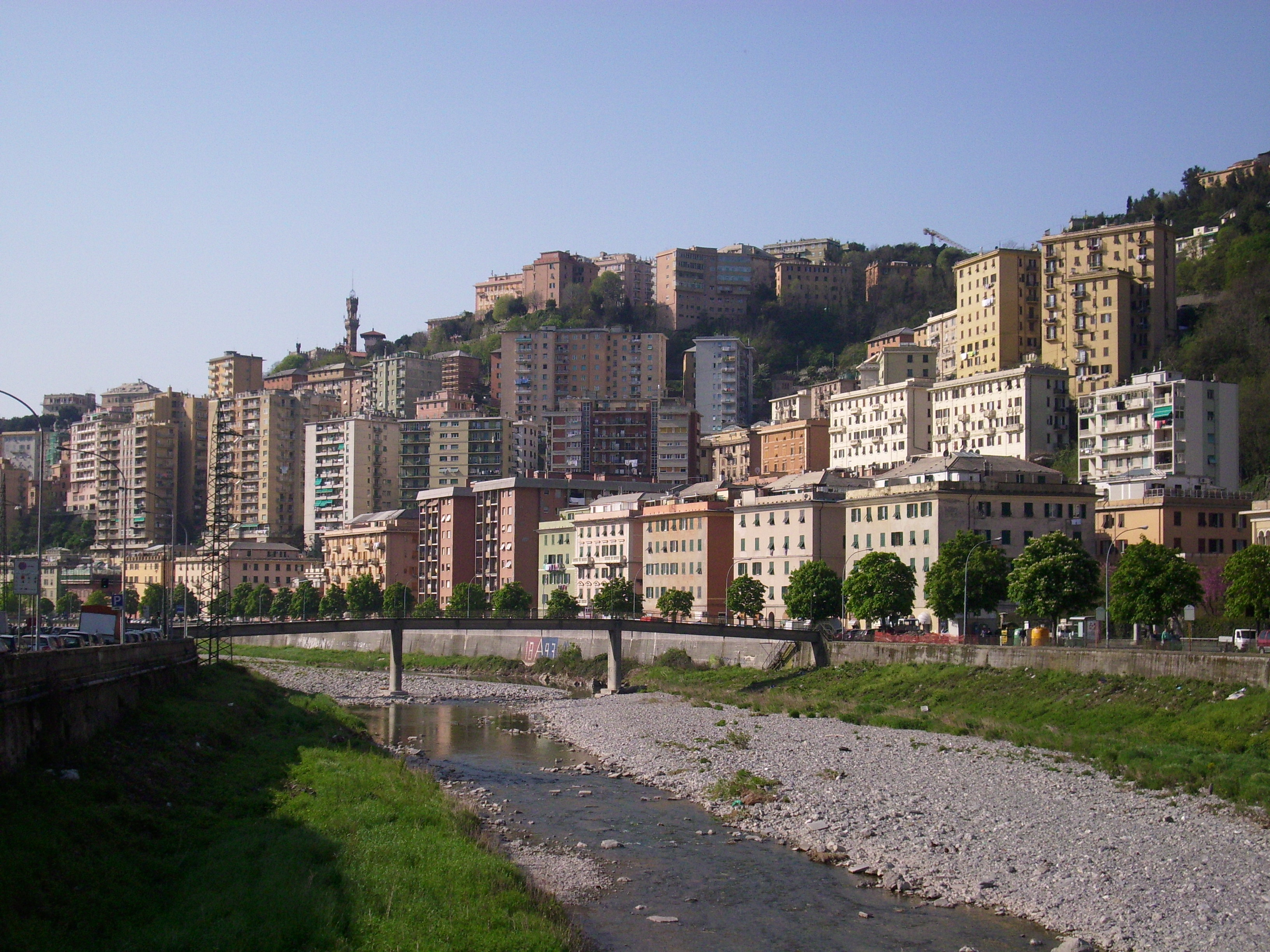
Il letto del torrente Bisagno a Genova.

L'esondazione del torrente Bisagno ha causato una vittima: un uomo di 57 anni, trovato annegato dai Vigili del Fuoco nel tunnel tra via Canevari e la stazione Brignole alle ore 01.06 del 10 ottobre. Il Comune di Genova ha proclamato il lutto cittadino per il 16 ottobre 2014, giornata in cui si sono svolti i funerali dell'uomo.
I danni calcolati secondo le stime ammontavano a 250 milioni di euro, 25 dei quali soltanto per la città di Genova. Gli altri comuni alluvionati sono stati 43, in provincia di Genova. Quattro i comuni in provincia di La Spezia. Montoggio è il comune più colpito dopo Genova. Le risorse per le imprese alluvionate ammontano a 40 milioni.
Con lo stabilizzarsi delle condizioni meteo, nei luoghi dell'alluvione, la città ha visto il manifestarsi di una forte reazione di spontanea solidarietà sociale, con la partecipazione della popolazione, tra cui numerosi i giovani e i ragazzi, che hanno preso parte a soccorrere e aiutare i colpiti e riportarla alla normalità. Nei giorni successivi molti volontari, indicati come "angeli del fango" (espressione storicamente utilizzata dai mass media italiani per indicare i volontari che intervengono nei territori alluvionati), tra cui vi erano persone di ogni età, cittadini genovesi, danneggiati dell'alluvione, immigrati, persone arrivate da altre parti d'Italia, uomini della protezione civile, vigili del fuoco e dipendenti comunali, hanno ripulito le strade e la maggior parte delle strutture colpite.

## Cause

### Forti precipitazioni
L'evento è stato scatenato dalle forti precipitazioni, 395 mm in 24 ore, verificatesi in un'area ristretta tra il 9 ottobre e il 10 ottobre e in diverse zone di Genova e provincia, causando la conseguente esondazione del torrente Bisagno e degli altri corsi d'acqua coinvolti. Un evento meteorologico di ampie proporzioni, aggravato dal forte temporale auto rigenerante. L'incontro dei due flussi, quello di aria calda con quello di aria fredda, è la causa del V-shape thunderstorm, così chiamato in lingua inglese per la sua forma a V, e detto anche autorigenerante. Dall'esame dei dati dei venti, i sudoccidentali a quote superiori ai 700 hPa e i meridionali a 850 hPa nei bassi strati (925 e 1000 hPa), si può comprendere come dall'incontro tra le correnti fredde settentrionali del vento di Tramontana dalla pianura padana e quelle caldo umide meridionali del vento di Scirocco dal Tirreno, sia venuto a verificarsi un microfronte stazionario, ovvero uno stallo dovuto al flusso d'aria dovuto al moto convettivo delle correnti. Le correnti rimanevano bloccate sulla zona, di conseguenza le precipitazioni temporalesche si auto-alimentavano e ricadevano sulla stessa zona.

### Urbanizzazione

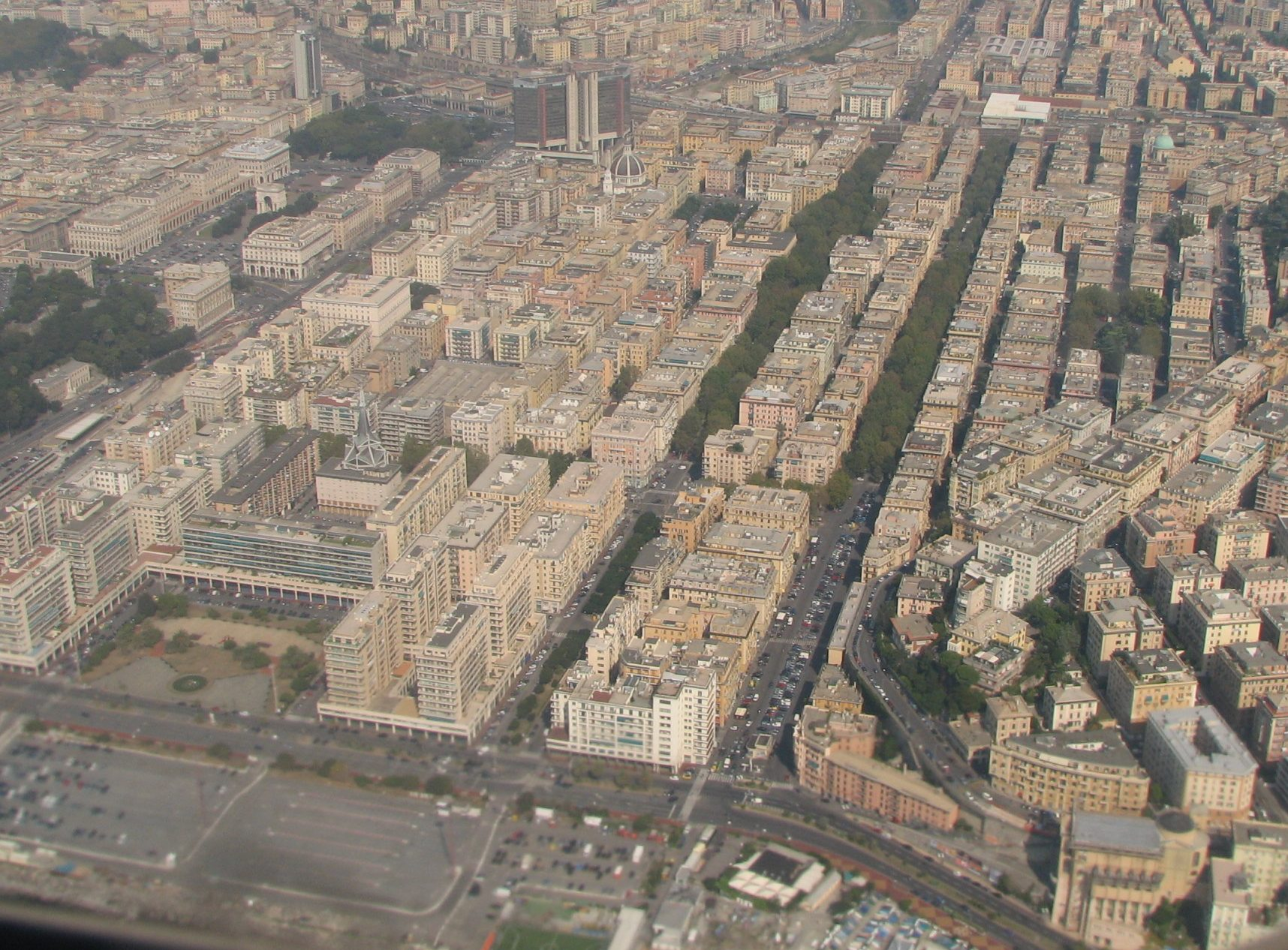
Veduta aerea della zona della Foce

A partire dalla seconda metà degli anni 1920, il territorio è stato interessato dall'espandersi della città. Sì è verificata anche una tombinatura di rivi sopra i quali sono stati anche costruiti edifici e strutture.
L'espandersi della città e l'intervento della copertura del Bisagno degli anni trenta hanno costituito un fattore di incremento della criticità.

## Cultura di massa
L'alluvione del 2014 che ha colpito il quartiere di Borgo Incrociati è descritta nelle vicende del romanzo Quaranta notti e poi domani di Sergio Grea.
L’evento viene menzionato nella canzone Il filo rosso, canzone celebre del cantautore genovese Alfa.